# Margaret Helfand
Margaret Helfand (26 de junio de 1947 – 20 de junio de 2007) fue una arquitecta estadounidense, presidenta del capítulo Nueva York del Instituto Americano de Arquitectos.

## Biografía

### Inicios
Helfand nació en Pasadena, California. Recibió su grado del Colegio Swarthmore y su maestría de la Universidad de California - Berkeley.

### Carrera
Margaret Helfand fue una innovadora en el diseño de edificaciones institucionales, interiores y campus para colegios. Sus diseños enfatizaban en el uso de materiales naturales y en la integración de sus edificaciones con el entorno. Margaret pasó la mayor parte de su carrera practicando en su propia firma, Helfand Architecture, fundada en 1981. Ejecutó gran cantidad de edificaciones institucionales, rompiendo con los mitos que abundaban en esa época con respecto a la mujer en la arquitectura. Sus diseños ganaron muchos galardones y su trabajo fue honrado con una monografía publicada en 1999 por la Editorial Monacelli. Recibió el premio Rome en Arquitectura en el 2002.

### Muerte
Falleció en la ciudad de Nueva York, seis días antes de su cumpleaños número sesenta, en el 2007, debido a un cáncer de colon.